# 波利萨里奥阵线

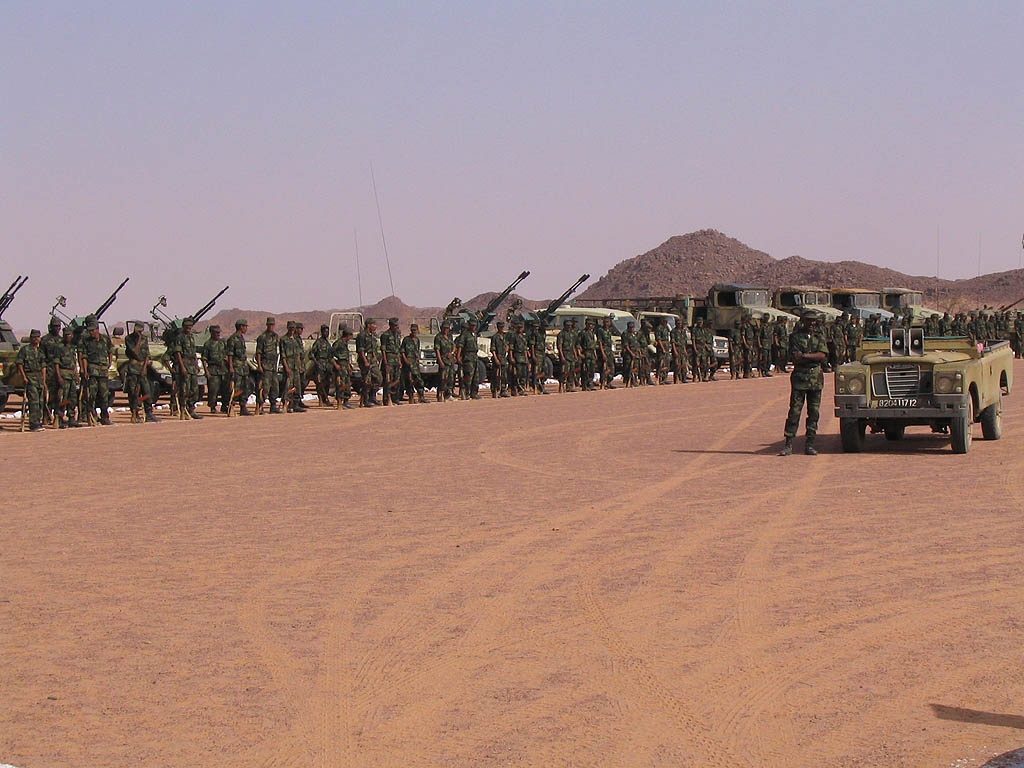
波利萨里奥阵线下属的武装人员集会，庆祝波利萨里奥阵线成立32周年。

萨基亚阿姆拉和里奥德奥罗人民解放阵线（西班牙語：Frente Popular de Liberación de Saguía el Hamra y Río de Oro；阿拉伯语：‎，羅馬化：Al-Jabhat Al-Sha'abiyah Li-Tahrir Saqiya Al-Hamra'a wa Wadi Al-Dhahab），简称波利萨里奥阵线（Frente Polisario），又称西撒哈拉人民解放阵线，简称西撒人阵，是一个致力于争取西撒哈拉完全独立的政治军事组织。该组织是阿拉伯撒哈拉民主共和国的执政党和唯一合法政党。该组织是进步联盟的成员和社会党国际的观察员。

## 历史
波利萨里奥阵线正式成立于1973年5月10日，成立时的目标为反抗西班牙对西撒哈拉地区的控制。5月20日，波利萨里奥阵线打响了反抗西班牙军队的第一枪。到1975年，波利萨里奥阵线已经拥有大约800名武装人员，成为西撒哈拉境内最大的武装反抗组织。
1975年11月6日，摩洛哥开展绿色进军，迫使西班牙走上谈判桌。11月14日，西班牙、摩洛哥和毛里塔尼亚三国签定《马德里协议》，承诺在次年初全部撤离西撒哈拉，并将北部萨基亚阿姆拉地区交给摩洛哥，南部里奥德奥罗地区交给毛里塔尼亚。但是该协议遭到了西撒哈拉的另一个邻国阿尔及利亚人民民主共和国的反对。
在阿尔及利亚的支持下，波利萨里奥阵线于1976年2月27日，也就是西班牙完成撤军的第二天，宣布成立阿拉伯撒哈拉民主共和国，并和摩洛哥和毛里塔尼亚发生战争，其武装力量也发展到数千人。
1978年，毛里塔尼亚政府在战争的重压下倒台，新政权在次年与波利萨里奥阵线签订和约，宣布放弃对里奥德奥罗地区的领土要求，承认阿拉伯撒哈拉民主共和国对该地区的控制权。但是摩洛哥国王哈桑二世立即宣布吞并毛里塔尼亚放弃的地区，并派遣摩洛哥军队加以占领。
1980年代中期，摩洛哥在西撒哈拉修建了一道摩洛哥长墙，将具有经济意义的全部西撒哈拉地区包围起来，从而在西撒哈拉形成了与波利萨里奥阵线对峙的僵局，波利萨里奥阵线控制了长墙以东大约占全部西撒哈拉三分之一的荒芜地区，建立了约有15万人口的撒哈拉难民营，但是无法取得更大的战果。
1991年，联合国安理会通过联合国安理会690号决议，决定设立联合国西撒哈拉全民投票特派团（MINURSO），在西撒哈拉实施公民投票，以决定该地区的政治地位，9月，摩洛哥和波利萨里奥阵线宣布停火。但是由于在选民资格等问题上争执不下，公民投票始终未能举行。摩洛哥和波利萨里奥阵线之间长达30年的停火在2020年11月被打破，原因是政府试图在毛里塔尼亚边境附近的缓冲区开辟一条道路。

### 引用
1. ↑  Brennan, David. . msn.com (Newsweek). November 15, 2020  [November 15, 2020]. （原始内容存档于2021-10-06）.